# 董朝
董朝（？—？），孙吴後期人物。

## 生平
太平三年（258年）孙綝废黜皇帝孙亮，派遣宗正孙楷、中书郎董朝迎琅琊王孙休继位。孙休即位后，封董朝为乡侯。吴末帝孙皓继位时，董朝很受宠用。建衡元年（269年）拜中书令。孟宗死后，继任司空，天玺元年（276年）兼领司徒，孙皓派他和兼太常周处到阳羡县，封禅国山。

## 同僚
李崇，太元年间，李崇曾奉孙权之命迎罗阳县“神”王表至建业。太平三年（258年），孙綝废孙亮为会稽王，派中书郎李崇夺孙亮玺绶。